# Odontoscelis
Odontoscelis is een geslacht van wantsen uit de familie Scutelleridae, pantserwantsen, juweelwantsen. Het geslacht werd voor het eerst wetenschappelijk beschreven door Laporte in 1833.

## Soorten
Het genus bevat de volgende soorten:

- Odontoscelis byrrhus Seidenstücker, 1972
- Odontoscelis dorsalis (Fabricius, 1798)
- Odontoscelis fuliginosa (Linnaeus, 1761)
- Odontoscelis hispanica Göllner-Scheiding, 1987
- Odontoscelis hispidula Jakovlev, 1874
- Odontoscelis lineola Rambur, 1839
- Odontoscelis litura (Fabricius, 1775)
- Odontoscelis minuta Jakovlev, 1881
- Odontoscelis montandoni Kis, 1979
- Odontoscelis signata Fieber, 1861
- Odontoscelis tomentosa (Germar, 1839)
- Odontoscelis vittata Horváth, 1911
- Odontoscelis zarudnyi V.G. Putshkov, 1965